# 9190 Masako
A 9190 Masako (ideiglenes jelöléssel 1991 VR1) a Naprendszer kisbolygóövében található aszteroida. Yoshio Kushida és Osamu Muramatsu fedezte fel 1991. november 4-én.